# Cementerio de Nerva
El cementerio de Nerva es un camposanto situado en el municipio español de Nerva, en la provincia de Huelva, comunidad autónoma de Andalucía. Las instalaciones fueron construidas a comienzos del siglo XX, estando situadas al noroeste del casco urbano. El cementerio es de titularidad municipal.

## Historia
El proyecto del cementerio data de comienzos del siglo XX, con el fin de sustituir a otro camposanto que había funcionado hasta entonces. La construcción fue llevada a cabo por la Rio Tinto Company Limited (RTC), transcurriendo las obras entre 1905 y 1910. Los trabajos finalizaron el 1 de octubre de 1910 bajo la dirección de Tomás Vázquez González. El recinto, que fue concebido como una planta rectangular, acogía enterramientos tanto a nivel de superficie como en nichos. La titularidad de los terrenos fue originalmente de la RTC, si  bien décadas después el grupo Explosivos Río Tinto la cedió al ayuntamiento.